# ჲ
ჲ（グルジア語: იეまたはჲე、/jɛ/。別読み იოტა / ჲოტა、/jɔtʼa/）は、グルジア文字の15番目の文字であったが、19世紀のイリア・チャヴチャヴァゼなどによる正書法改革により廃止された。

## 使用
古ジョージア語では母音の後にしか出現せず、硬口蓋接近音[j]を表す。記数法では数値60を表す。
ジョージア語では廃止となっているが、ジョージア国内のメグレル語、ラズ語、バツ語とスヴァン語では硬口蓋接近音[j]を表す。トルコ国内で使用されているラズ語ラテン・アルファベットの「Y」に対応する。
ラテン文字化では「Y」または「J」と記す。
廃止された以降、この文字は「ი」と書き換えられか（ჲოტა → იოტა）、語末にある場合は削除された（დედაჲ → დედა、მამაჲ → მამაなど）。

## 字形
| アソムタヴルリ | ヌスフリ | ムヘドルリ | ムタヴルリ |
| -------------- | -------- | ---------- | ---------- |
|                |          |            |            |

## 符号位置
| 文字 | Unicode | JIS X 0213 | 文字参照          | 備考           |
| ---- | ------- | ---------- | ----------------- | -------------- |
| Ⴢ    | U+10C2  | -          | &#x10C2; &#4290;  | アソムタヴルリ |
| ⴢ    | U+2D22  | -          | &#x2D22; &#11554; | ヌスフリ       |
| Ჲ    | U+1CB2  | -          | &#x1CB2; &#7346;  | ムタヴルリ     |
| ჲ    | U+10F2  | -          | &#x10F2; &#4338;  | ムヘドルリ     |